# Stichasteridae
Stichasteridae är en familj av sjöstjärnor. Stichasteridae ingår i ordningen Forcipulatida, klassen sjöstjärnor, fylumet tagghudingar och riket djur. Enligt Catalogue of Life omfattar familjen Stichasteridae 4 arter. 
Kladogram enligt Catalogue of Life:
| Stichasteridae | \| \| Stichaster \| \| \| \| \| \| Stichastrella \| \| \| \| |
|                | \| \| Stichaster \| \| \| \| \| \| Stichastrella \| \| \| \| |
|                | trollsjöstjärnor                                             |
|                |                                                              |
|                | Heliasteridae                                                |
|                |                                                              |
|                | Labidiasteridae                                              |
|                |                                                              |
|                | Neomorphasteridae                                            |
|                |                                                              |
|                | Pedicellasteridae                                            |
|                |                                                              |
|                | Pycnopodiidae                                                |
|                |                                                              |
|                | Zoroasteridae                                                |
|                |                                                              |
|                | Stichaster                                                   |
|                |                                                              |
|                | Stichastrella                                                |
|                |                                                              |

|  | Stichaster    |
|  |               |
|  | Stichastrella |
|  |               |